# Tallahassee
Tallahassee az Amerikai Egyesült Államok Florida államának fővárosa és Leon megye székhelye. A város 1824 óta Florida fővárosa, népessége 2007-ben 168 979 fő volt, elővárosokkal együtt 352 319 fő.
Tallahassee a környező régió kereskedelmi és mezőgazdasági központja, egyben Florida egyik leggyorsabban növekedő gépgyártási és csúcstechnológiai pólusa. A főbb befektetők között szerepel a General Dynamics hadiipari cég, az izraeli tulajdonú Elbit Systems of America katonai távközlési berendezéseket gyártó vállalat és a Danboss Turbocor olajmentes kompresszorgyártó. A városban található emellett számos országos méretű ügyvédi iroda, lobbicég és szakmai kamara, többek között a floridai ügyvédi kamara és a floridai kereskedelmi kamara.
Tallahasseeban, a  Florida State University zongora- és zeneszerzés professzora volt 1949 és 1960 közt Dohnányi Ernő.